# كينيا ماتسوي
كينيا ماتسوي (باليابانية: 松井 謙弥) (10 سبتمبر 1985 في كاكيغاوا في اليابان – )؛ هو لاعب كرة قدم ياباني سابق كان يلعب كحارس مرمى.

## وصلات خارجية
- كينيا ماتسوي على موقع الاتحاد الدولي (مؤرشف)  (الإنجليزية)
- كينيا ماتسوي على موقع رابطة كرة القدم اليابانية للمحترفين (اليابانية)
- كينيا ماتسوي على موقع قاعدة بيانات كرة القدم.إي يو (الإنجليزية)
- كينيا ماتسوي على موقع Soccerway.com (الإنجليزية)
- كينيا ماتسوي على موقع عالم كرة القدم.نت (الإنجليزية)
- كينيا ماتسوي على موقع كووورة